# Almejas casino

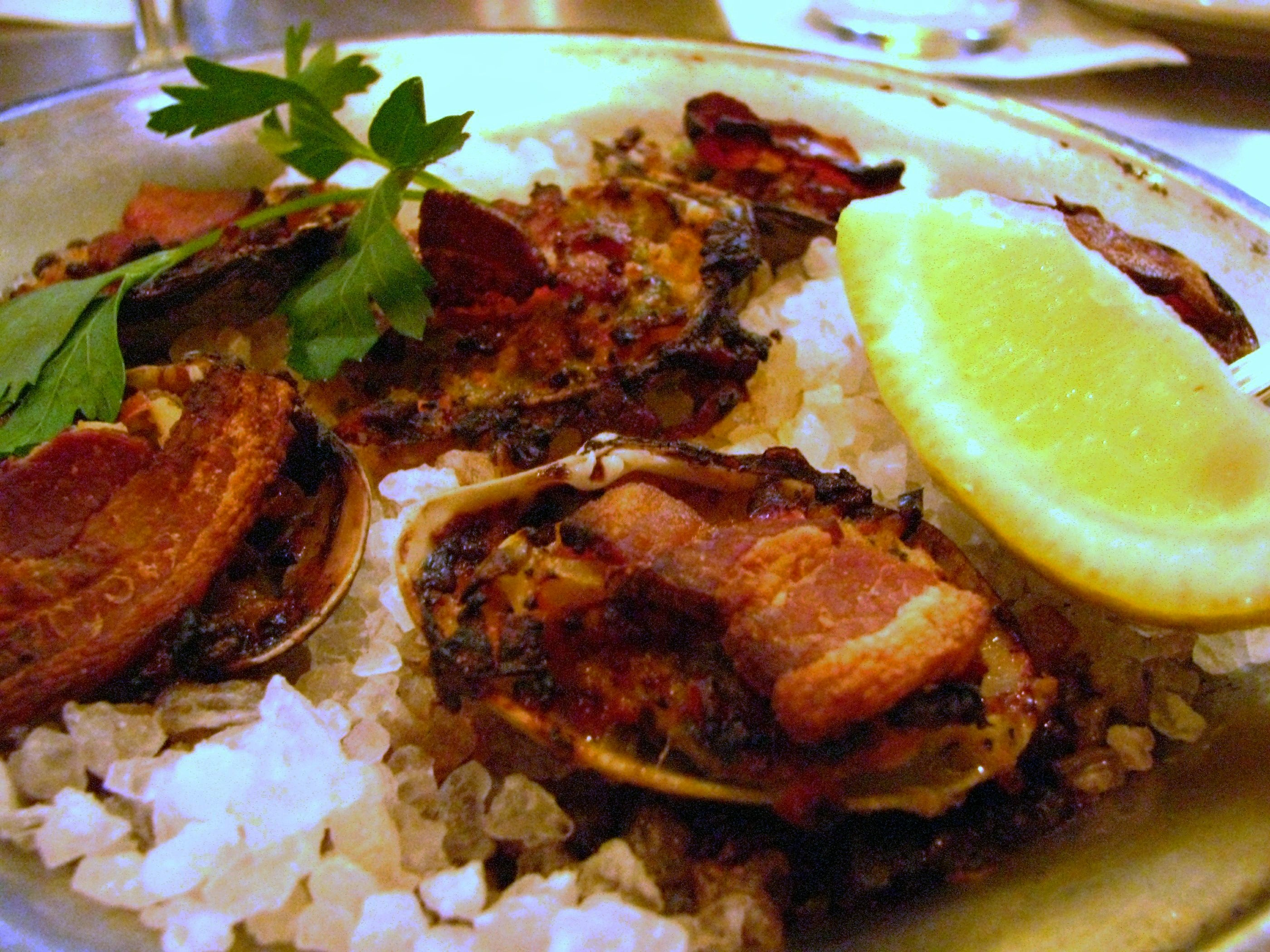
Almejas casino sobre sal de roca guarnecido con limón y perejil.

Las almejas casino (en inglés clams casino) son almejas cocinadas en su (media) concha con pan rallado y panceta. Surgieron en Narragansett, en Rhode Island (Estados Unidos). Se sirven a menudo como aperitivo en Nueva Inglaterra, y existen variantes en otros lugares del país.

## Ingredientes
La receta emplea almeja común (Mercenaria mercenaria). Otros ingredientes básicos son la mantequilla, el pimiento, la panceta y el ajo. También se puede añadir salsa Worcestershire, sal y pimienta, vino blanco, zumo de limón, y cebolleta o cebolla. A veces se añade salsa Tabasco, y en ocasiones se emplea perejil como guarnición.

## Preparación
Las almejas, la panceta y otros ingredientes se preparan de diversas formas según la receta, y entonces se añaden con pan rallado a la media concha y se hornea o asa (desde arriba) hasta dorarla.
Es plato es popular entre los italoestadounidenses, y tiene «un lugar fijo en casi todos los menús de trattorias» en Little Italy (Manhattan), considerándose un plato clásico estadounidense. Las almejas casino se sirven a menudo en fiestas italianas y durante las vacaciones en Estados Unidos.
Hay muchas variantes del plato, pero el elemento constante es la panceta: «sigue siendo la principal clave de su éxito», recomendando algunos cocineros la panceta ahumada por su sabor salado, mientras otros prefieren la variedad sin ahumar.

## Historia
Según la leyenda, el plato fue desarrollado en 1917 en el Little Casino de Narragansett, Rhode Island por un maître d'hôtel para una cliente que quería ofrecer algo especial a sus invitados. Good Housekeeping Great American Classics atribuye el plato a Mrs. Paran Stevens y al maître d'hôtel Julius Keller. Stevens bautizó el plato en honor al hotel, y su popularidad se extendió por todo Estados Unidos, incluyendo Nueva Orleans, donde se emplean ostras en lugar de almejas. Las almejas casino siguen siendo un plato muy popular en Rhode Island, «apareciendo en casi todos los menús».
«En las primeras décadas de este siglo [XX], si un restaurante quería destacar, inventaba un plato que incluyese el horneado de marisco.» Aunque hubo una profusión de este tipo de platos (a menudo con la carne extraída de la concha, preparada con salsa, y devuelta a ésta), las almejas casino y las ostras Rockefeller «están entre los pocos platos supervivientes de la moda del marisco.»